# Bernhardus Varenius
Bernhard Varen (Hitzacker, Baixa Saxónia, 1622 – Camboja, 1650), mais conhecido por Bernhardus Varenius, a versão latinizada do seu nome, e por Bernardo Varenius ou Bernardo Varénio na literatura lusófona, foi  um pioneiro do moderno estudo da Geografia cujos trabalhos popularizaram o estudo da corografia e a publicação de estudos sobre a geografia local, em geral associados a uma descrição histórica das localidades e regiões estudadas. Apesar de ter falecido com apenas 28 anos de idade, os seus trabalhos constituíram um marco fundamental na génese da moderna geografia científica, da qual é considerado o fundador, por ter introduzido o estudo da conexão causal entre as características geográficas de cada região de acordo com uma sistemática previamente traçada.

## Biografia

Descriptio Regni Japoniae (1649)

Bernhard Varen, mais conhecido pela versão latinizada do seu nome como Bernardus Varenius, nasceu em Hitzacker, Hannover, Alemanha, em 1622. Depois de cursar Medicina e humanidades, apaixonou-se pelo estudo da geografia e dedicou-se ao seu estudo, do qual resultou a publicação do tratado Descriptio regni Japoniae (1649), uma descrição do reino do Japão baseado nas crónicas de viajantes árabes e holandeses.
Este pequeno manual foi uma antecipação do grande livro de Varenius, que se publicaria em 1650, pouco antes do seu falecimento, também pela editora de Elzewir, a que deu o título de Geografía geral ou, como realmente se intitula, Geographia Generalis in qua affectiones generales telluris explicantur. Este livro teve grande êxito e difusão, apesar da sua difícil leitura e do seu barroquismo e foi traduzido para inglês, francês, holandês e russo. Newton publicou em Cambridge duas edições, em 1672 e 1681.
Ao contrário de outros autores da época, que se limitavam a realizar descrições de diversos países nas quais integravam informações geográficas, históricas e sociais, Varenius considerou a geografia como uma disciplina independente com fins e métodos próprios, ocupando-se das características e propriedades da Terra com o objectivo de delimitar e descrever as regiões terrestres e a sua personalidade política. Na sua conceptualização da geografia estabeleceu a divisão do seu campo de estudo em dois ramos básicos: geografia geral ou universal, de carácter sistemático, cujo objecto seriam os factos e fenómenos relativos à Terra no seu conjunto; e geografia especial ou corografia, em boa parte equivalente à actual geografia regional.
A geografia geral de Varenius tem como principal conteúdo o estudo da geografia astronómica ou matemática e da geografia física, de conteúdo analítico, que se desenvolve em três partes: a parte absoluta abarca as características físicas da Terra, a sua geografia física; a parte relativa ocupa-se dos efeitos da latitude geográfica ou situação sideral nos fenómenos terrestres; e a parte comparativa trata de distâncias, áreas e da elaboração de globos e mapas à escala. Como resultado da intensa vida marítima e tráfico do porto de Amesterdão, a Geografia geral de Varenius inclui vários capítulos de náutica.
Na sua obra, a grande novidade é a parte de conteúdo astronómico e matemático, sendo que é o primeiro tratado em que se conjugam as ideias de Copérnico, Galileu e Kepler. Contudo, o que lhe dá o seu máximo interesse é o estudo sistematizado e analítico da geografia geral física, com tal desenvolvimento que qualifica Varenius como fundador da geografia física. Entre as suas muitas inovações, importa citar os capítulos dedicados à climatologia, nos quais recolhe dados dos diários de viagem de Willem Barents, dados referentes às águas marítimas (de oceani partitione per terras, propietatibus, motibus), que têm valor de antologia, e algumas considerações morfológicas com referência à zona que conhecia.
A Geografia geral, para além do seu conteúdo próprio, inclui no seu capítulo introdutório a sistemática do seu autor no que respeita à ‘’geografia especial’’. as condicionantes que afectam a geografia de um país, ou ‘’geografia especial, são agrupadas por Varenius em três classes: (1) affectiones celestes, o condicionates geográficos determinadas pelo movimento aparente do Sol e insolação (climatologia); (2) affectiones terrestres, as condicionantes que resultam da geografia física, real e tangível, de um país; e (3) affectiones humanae, que afectam a população, considerada no seu duplo aspecto, e as circunstâncias derivadas da actividade humana. Esta sistematização, que Varenius utiliza na geografia especial e na sua Descriptio regni Japoniae, foi também aplicada à geografia analítica ou geral, de conteúdo mais alargado. Em consequência acabou por introduzir a divisão da geografia geral em astronómica ou matemática, física e humana.
Bernardo Varenio, cuja morte prematura o impediu de redigir a geografia especial que devia completar as suas investigação, faleceu em 1650 ou 1651 em Leiden, Países Baixos.